# Arroz glutinoso

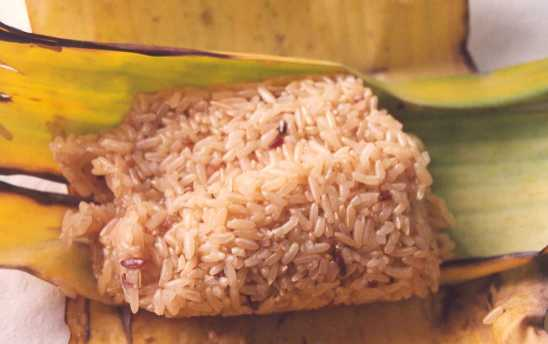
Arroz glutinoso cocinado en una hoja de plátano.

El arroz glutinoso (Oryza sativa var. glutinosa o Oryza glutinosa; también denominado arroz pegajoso, arroz dulce, arroz cerulento, arroz botan, arroz mochi, arroz de perlas, o también arroz malagkít o malagquít en el español filipino) es un tipo de arroz de grano corto que se vuelve pegajoso cuando se cocina. Se denomina glutinoso (del latín glūtinōsus) por lo pegajoso que es y no porque contenga gluten. No debe confundirse con otros arroces asiáticos que poseen este efecto pegajoso; el arroz glutinoso es más pegajoso que estos arroces.

## Cultivo

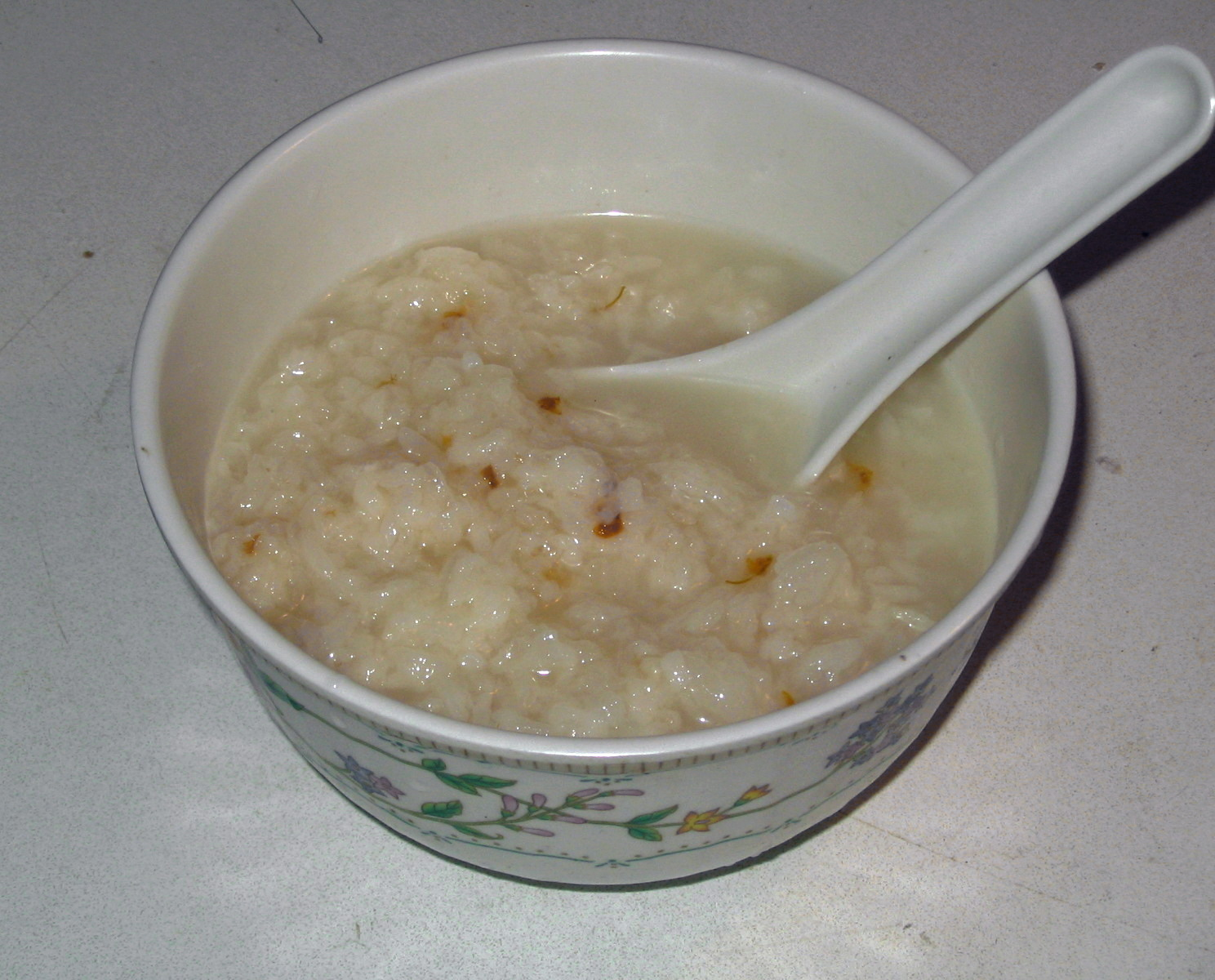
桂花醪糟 (Arroz glutinoso con Osmanthus dulce).

El arroz glutinoso es el tipo de arroz que se cultiva en Laos. Se usa en la gastronomía de Tailandia y en algunas partes de China, y se emplea en diferentes recetas a través del Sureste Asiático, así como en Asia Oriental. Se estima que el 85% de la producción de arroz en Laos es arroz glutinoso.
Existen investigaciones que aseguran que este tipo de arroz llegó a la región de Laos al menos hace 1.100 años. Las variedades mejoradas de arroz llegaron a Asia durante la Revolución verde, haciendo que las variedades no-glutinosas fueran rechazadas por los agricultores de Laos a favor de las variedades glutinosas. Poco a poco la producción de arroz glutinoso fue mejorando gracias al programa de investigación gubernamental (National Rice Research Programme). En 1999, más del 70% del área sobre el valle del río Mekong estaba cultivado con esta variedad. En China, de acuerdo con la leyenda, este tipo de arroz era conocido desde hace al menos 2.000 años, y era empleado como ingrediente en la construcción, más en particular como mortero colocado entre los ladrillos para elaborar la Gran Muralla China, tal y como han confirmado análisis químicos realizados.

## Constituyentes
El arroz glutinoso no posee contenido alguno de gluten (por tanto no contiene glutenina ni gliadina), por lo que es aconsejable para los celíacos, ya que permite una dieta libre de gluten. Lo que distingue este arroz de otras variedades es la ausencia de amilosa (o quizás tenga una muy pequeña cantidad) y una alta concentración de amilopectina (un componente principal del almidón). La amilopectina es la responsable de la cualidad glutinosa y pegajosa del arroz glutinoso. La diferencia puede haberse originado por la selección artificial practicada durante generaciones por los granjeros. El arroz glutinoso puede estar molido o no (esto es, con o sin salvado), de forma que puede cocinarse en sus granos o formando una especie de pasta.
No es la cantidad de almidón lo que nos ayuda a predecir el comportamiento del grano, sino el tipo de almidón. El almidón se observa en dos formas: la amilosa y la amilopectina. De los porcentajes de una y otra dependerán las cualidades organolépticas del arroz una vez cocinado.
- Negro: 16% amilosa. Integral. De cocción larga.
- Arborio: 17% amilosa. Grano de gran tamaño. Se abre por una de sus puntas.
- Bahía: 18% amilosa. De comportamiento casi idéntico al Sènia.
- Sènia: 18% amilosa. Poco resistente a la cocción. Excelente absorción de sabor.
- Carnaloni o vialone nano: 22% amilosa.
- Bomba: 23% amilosa. Muy resistente a la cocción. Crece más a lo largo que a lo ancho. Cuando se pasa se abre a lo ancho, no a lo largo. Su comportamiento se parece a un índica.
- Jazmín: 24% amilosa.
- Basmati: 26% amilosa.
- Tahibonet: 28% amilosa.

Las variedades ricas en amilosa suelen dar granos cocidos secos, más bien duros y que se endurecen aún más al enfriarse. Tienen poca capacidad de absorber sabor. Sin embargo, al expulsar pocos sólidos solubles al caldo, tendremos un caldo limpio, granos firmes y sueltos.
Las variedades ricas en amilopectina tienen mayor capacidad de absorción de sabor. Tras la cocción el grano no será tan firme, provocando una sensación de melosidad, como algo pegajoso. De esta manera se prolonga el sabor en boca.

## Empleo en gastronomía

### Tradición china
En chino, el arroz glutinoso es conocido como nuòmǐ (糯米). La cocina china tiene platos como el "naw mai faan" (en Hakka es 糯米飯 Hanyu pinyin: nuòmǐ fàn), consistente en arroz glutinoso cocido con salchicha china, setas finamente picadas, char siew picado (cerdo a la barbacoa) y opcionalmente gambas secas o vieiras (los ingredientes de la receta pueden variar según las preferencias del cocinero).
El Zongzi (pronunciado "jewng" o "choung" en Hakka) es un relleno de pasta (dumpling) que contiene arroz glutinoso y edulcorantes diversos, envueltos en una hoja y cocinado al vapor. Se trata de un alimento preparado y servido durante las celebraciones del Festival de dragón barco.
El Lo mai gai es una especie de dolma elaborada con arroz glutinoso y pollo envuelto en hojas de loto y posteriormente cocido que se sirve con el dim sum en Hong Kong, Singapur y Malasia.
El Ba bao fan (八宝饭) u "ocho tesoros de arroz" es un postre elaborado con arroz glutinoso cocido y mezclado con manteca de cerdo, azúcar y ocho tipos de frutas o nueces. El arroz glutinoso se emplea también para hacer harina de arroz glutinoso; esta harina forma parte de nian gao y se elaboran dulces rellenos llamados tangyuan muy populares durante las celebraciones del Año Nuevo chino.

## Tradiciones de otras regiones
El arroz glutinoso se utiliza para muchas recetas, como el lupis (triángulos de arroz hervido, con coco rallado y jarabe de azúcar de palma).

### Tradición japonesa
En Japón el arroz glutinoso se conoce como mochigome (japonés: もち米). Se emplea como ingrediente en la elaboración del mochi, un pastel de arroz tradicional que se elabora y se sirve en el Año Nuevo japonés. Véase también arroz japonés.

### Tradición coreana
En la cocina coreana, el arroz glutinoso se denomina chapssal (Hangul: 찹쌀) y es característico por su pegajosidad, que se denomina chalgi (hangul: 찰기). El arroz cocinado se denomina chalbap (hangul: 찰밥) y los pastelitos de arroz glutinoso similares a los mochi japoneses se denominan chalddeok o también chapssalddeok (hangul: 찰떡, 찹쌀떡). El pollo del samgyetang se suele rellenar con arroz glutinoso.

### Tradiciones laosiana y tailandesa
El arroz glutinoso es uno de los alimentos básicos en Laos, en el norte de Tailandia y en la región de Isan, al noroeste de Tailandia. En lao, en tailandés y en isan, el arroz glutinoso se denomina kao neaw (tailandés ข้าวเหนียว; norte de Tailandia ข้าวนึ่ง): "kao" significa arroz y "neaw" significa pegajoso. Es cocinado el arroz glutinoso dejándolo varias horas en remojo y luego insertándolo en una caña hueca de bambú (tailandés หวด); los bambúes se ponen al fuego y tras esto se hacen bolas con el arroz. Dos de los platos más populares en Tailandia son el gai yaang y el tam mak houng (tailandés Isan ตำหมากหุ่ง, mejor conocido en occidente como som dtam). Gai yaang es asado con pollo a la parrilla, mientras que el tam mak hung está especiado con una especie de ensalada de papaya, que no contiene en la actualidad arroz glutinoso.
En el norte de Tailandia consumen arroz glutinoso y lo incluyen como parte de su dieta principal, al igual que todos los laotianos. Algunos de los viejos taitianos prefieren el arroz glutinoso a otras variedades de arroz. La gente de Laos a veces asa y tuesta el arroz glutinoso (kao kua) y le añade nueces para acompañar algunos platos. Esta forma de preparación es la base de alimentos como el sato (Thai:สาโท), que es una bebida alcohólica de Tailandia conocida a veces como el "vino de arroz tailandés". Kao neaw es servido también como postre. El Kao neaw moon es Kao neaw cocido y servido con leche de coco y con trozos de mango finamente cortado o durián. Y el kao neaw kluay que es una banana acompañada de kao neaw, todo ello cocido junto, generalmente con leche de coco.

### Tradición vietnamita
El arroz glutinoso conocido en Vietnam como gạo nếp se emplea en postres tales como el "chè" (cuando se sirve húmedo es conocido como chè đậu trắng), el "bánh" (que cuando se sirve seco es como un pastel) y el "xôi" (que cuando se sirve seco se denomina xôi gấc). Mientras que todos los che y los bánh contienen arroz glutinoso, todos los platos con la denominación xôi también. Se suele comer en las celebraciones de luna llena y es muy común durante el Tết (el año vietnamita), así como en las celebraciones de bodas donde se sirve dulce a menudo coloreado con diversos colorantes alimenticios. Se sirve también en algunas ceremonias como el gac. Es frecuente verlo en los postres vietnamitas como el bánh chưng. El arroz glutinoso también se fermenta y da como resultado bebidas alcohólicas tales como el  rượu nếp y el cơm rượu.

### Tradición filipina
En las Filipinas, el arroz glutinoso es conocido como malagkit (literalmente "pegajoso" en filipino). El arroz glutinoso es conocido como galapong. Los granos de arroz son tratados con una solución de lejía y luego son secados; luego los granos se vierten en un hoja de banana y se hace un cono para que cocerlos. Se pueden mezclar con azúcar, con leche de coco y otros cereales si fuera necesario. Algunas de las preparaciones con el arroz como el "suman" son envueltas en hojas de bananero; la preparación depende de la región. Uno de los toppings más comunes es el "bukayo", coco rallado en azúcar. Un postre de arroz glutinoso muy típico en Vietnam es el bibingka, que consiste en arroz y leche de coco. Otro postre es una variante del mochi japonés, que se denomina "palitao". Como desayuno se toma una especie de gachas denominada champorado.

## Bebidas elaboradas con arroz glutinoso
- Choujiu - bebida fermentada de China.
- Sato (vino) - vino de arroz tailandés.